# Санг, Джулиус
Джулиус Санг — кенийский бегун на короткие дистанции. Олимпийский чемпион 1972 года и чемпион Африки 1985 года в составе эстафеты 4×400 метров. На олимпийских играх 1968 года выступал на дистанциях 100 метров, на которой он не прошёл дальше первого круга, и 200 метров — вышел в четвертьфинал.
Был женат на спортсменке Текле Чемабваи.